# Beardmore 160 hp
O Beardmore 160 hp, foi um motor aeronáutico britânico de seis cilindros refrigerado a água cujo primeiro voo ocorreu em 1916, ele foi construído pela Arrol-Johnston e pela Crossley Motors para a William Beardmore and Company como um desenvolvimento do Beardmore 120 hp, este último uma versão licenciada do Austro-Daimler 6.

## Projeto e desenvolvimento
O motor utilizava cilindros de ferro fundido e pistõe côncavos de aço. Produzido entre Março de 1916 a Dezembro de 1918, esse modelo equipou muitos aviões da Primeira Guerra Mundial. Ficou evidente que o motor não era tão confiável quanto seu antecessor de menor cilindrada.

## Utilização
- Airco DH.3
- Armstrong Whitworth F.K.7
- Austin Kestrel
- Beardmore W.B.II
- Beardmore W.B.X
- Central Centaur IIA
- Marinens Flyvebaatfabrikk M.F.6
- Martinsyde G.102
- Norman Thompson N.T.2B
- Royal Aircraft Factory F.E.2
- Royal Aircraft Factory R.E.7
- Short Sporting Type
- Supermarine Channel
- Supermarine Sea King
- Vickers F.B.14